# James Emory Eckenwalder
James Emory Eckenwalder (geboren 1949 in Neuilly-sur-Seine) ist ein kanadischer Botaniker. Seine wissenschaftlichen Arbeiten behandeln die Taxonomie, Hybridisierung und Evolution besonders von Bäumen. Sein offizielles botanisches Autorenkürzel lautet Eckenw..

## Leben und Wirken
James Eckenwalder wurde 1949 in Neuilly-sur-Seine in Frankreich geboren. Er studierte am Reed College in Portland, Oregon und machte dort 1971 seinen Abschluss als BA. Seine Doktorarbeit Systematics of Populus L. (Salicaceae) in southwestern North America with special reference to sect. Aigeros Duby über die Systematik der Pappeln verfasste er an der University of California in Berkeley und erlangte 1977 den Ph.D. In dieser Zeit war er Forschungsassistent am Jepson Herbarium. Er begann seine Universitätslaufbahn am Tropical Garden Research Center in Miami, Florida, doch wechselte er bereits nach einem Jahr als Assistenzprofessor zur University of Toronto. Ab 1979 war er auch wissenschaftlicher Mitarbeiter des Royal Ontario Museum. 1985 wurde er außerordentlicher Professor am Department of Botany an der University of Toronto (Stand 2014).
Eckenwalder ist ein Experte für die Systematik der Pappeln (Populus). Weitere Interessengebiete sind Palmfarne (Cycadales), andere Nacktsamige Pflanzen, Windengewächse (Convolvulaceae) und Wasserhyazinthengewächse (Pontederiaceae). Seine wissenschaftlichen Arbeiten behandeln im Besonderen die Taxonomie, die Bildung natürlicher Hybride und die Evolution und führten zu deutlichen Änderungen in der Taxonomie der Koniferen. Seine Feldstudien führten ihn in weite Gebiete der Vereinigten Staaten und Kanadas, auf die Westindischen Inseln, nach Zentralamerika, Südamerika und Europa.

## Schriften (Auswahl)
- James E. Eckenwalder: Conifers of the World. The Complete Reference. Timber Press, Portland OR / London 2009, ISBN 978-0-88192-974-4 (englisch).